# Zuidoostelijke spitsmuis
De zuidoostelijke spitsmuis (Sorex longirostris)  is een zoogdier uit de familie van de spitsmuizen (Soricidae). De wetenschappelijke naam van de soort werd voor het eerst geldig gepubliceerd door Bachman in 1837.

## Voorkomen
De soort komt voor in de Verenigde Staten.